# Erwin Rösener
Erwin Rösener (ur. 2 lutego 1902, zm. 4 września 1946) – niemiecki SS-Obergruppenführer, zbrodniarz wojenny odpowiedzialny za masowe egzekucje cywilów na terenie Słowenii. W procesach norymberskich, już po śmierci, oskarżony jako zbrodniarz wojenny.

## Życiorys

### Wczesne lata oraz początki kariery
Urodził się w 1902 roku w Schwerte, miejscowości położonej w landzie Nadrenia Północna-Westfalia. W 1926 wstąpił do NSDAP i SA (oddziały szturmowe). W 1929 dołączył do nowo formowanych oddziałów Waffen-SS, był także członkiem Freundeskreis der Wirtschaft (Koło Przyjaciół Gospodarki), grupy niemieckich przemysłowców, których celem było zbieranie funduszy na rasistowskie badania naukowe prowadzone w III Rzeszy. W czasie II wojny światowej był bliskim współpracownikiem Heinricha Himmlera.

### Zbrodnie wojenne w Jugosławii
Pod koniec 1941 roku Rösener został wyznaczony przez Himmlera na stanowisko Dowódcy SS i Policji w regionie „Alpenland” (m.in. terytorium Słowenii). Od połowy 1944 roku aż do końca wojny dowodził siłami antypartyzanckimi, a siedziba jego sztabu mieściła się w Lublanie. W czasie sprawowania obu funkcji Rösener był odpowiedzialny za masowe egzekucje ludności cywilnej, zakładników oraz więźniów wojennych. Do jego bliskich współpracowników w walce z partyzantami zaliczali się m.in. generał Leon Rupnik, a także biskup Lublany Gregorij Rožman.

### Dalsze losy
Po wojnie Erwin Rösener uciekł do Austrii, gdzie został aresztowany przez Brytyjczyków, którzy odesłali go do Jugosławii. Tam został oskarżony i postawiony przed sądem. Wziął udział w procesie przeciwko sobie, Leonowi Rupnikowi i innym.
Decyzją sądu 30 sierpnia 1946 roku został skazany na śmierć przez powieszenie. Wyrok wykonano 4 września tego samego roku.